# Southern Football League
La Southern Football League es una competición del fútbol inglés, que agrupa equipos semi-profesionales y amateurs del sur, sur oeste, y de las Midlands de Inglaterra.
La estructura de la Southern League ha cambiado varias veces desde su fundación en 1894, y actualmente hay 66 equipos, los cuales se dividen en tres divisiones. La primera de ellas se encuentra en el nivel 7 del sistema de ligas de fútbol de Inglaterra.

## Historia
El fútbol profesional se desarrolló más lentamente en el Sur de Inglaterra que en el Norte. El profesionalismo fue sancionado por primera vez por la Football Association ya en 1885, pero cuando se fundó la Football League en 1888, sus clubes miembros tenían su sede en el Northern y Midlands (East Midlands-West Midlands) de Inglaterra, ya que las asociaciones de fútbol de los condados en el sur se oponían firmemente al profesionalismo.
Woolwich Arsenal (hoy Arsenal) fue el primer club de Londres en convertirse club profesional en 1891 y fue uno de los principales motivadores detrás de un intento de establecer una Liga en el Sur de Inglaterra para reflejar la ya existente Football League basados en el Northern y Midlands (East Midlands-West Midlands). Sin embargo, su idea fracasó ante la oposición de la London Football Association, a consecuencia, Woolwich Arsenal se unió a la Football League como su único representante del sur de Birmingham en 1893.
Sin embargo se hizo otro intento de formar una Liga en el Sur, y esta vez tuvo éxito. En 1894 se Fundó una competición para clubes profesionales y amateurs bajo la iniciativa de Millwall Athletic (hoy Millwall). Inicialmente solo se preveía una sola División, pero fue tal el entusiasmo por la idea, que eventualmente se formaron dos Divisiones. Los 16 clubes miembros fundadores fueron:
| Núm. | Division One             |
| ---- | ------------------------ |
| 1    | Chatham                  |
| 2    | Clapton                  |
| 3    | Ilford                   |
| 4    | Luton Town               |
| 5    | Millwall Athletic        |
| 6    | Reading                  |
| 7    | Royal Ordnance Factories |
| 8    | 2nd Scots Guards         |
| 9    | Swindon Town             |

| Division Two     |
| ---------------- |
| Bromley          |
| Chesham          |
| Maidenhead       |
| New Brompton     |
| Old St Stephen's |
| Sheppey United   |
| Uxbridge         |

2nd Scots Guards se retiró antes de que iniciara la Primera Temporada y fue reemplazado por Southampton St Mary's (hoy Southampton). El Woolwich Arsenal intentó agregar su equipo de reserva a la segunda división, pero esta solicitud fue rechazada debido a que el club es miembro existente en la Football League.

## Southern League Campeones
En esta sección se Muestra Los Campeones de la Southern League.
| Temporada | Division One          | Division Two               |
| --------- | --------------------- | -------------------------- |
| 1894-95   | Millwall Athletic     | New Brompton               |
| 1895-96   | Millwall Athletic     | Wolverton L & NWR          |
| 1896-97   | Southampton St Mary's | Dartford                   |
| 1897-98   | Southampton           | Royal Artillery Portsmouth |

Para la Temporada 1898–99 , la Division Two fue dividido en dos Secciones London y South-West, con un playoff entre los ganadores de cada sección.
| Temporada | Division One | Division Two (London) | Division Two (SW) | Division Two Playoff |
| --------- | ------------ | --------------------- | ----------------- | -------------------- |
| 1898-99   | Southampton  | Thames Ironworks      | Cowes             | Thames ganó 3–1      |

Para la  temporada 1899–1900, la Liga revertía al Formato anterior, después  de que los miembros de South-West Section fueron Resignados.
| Temporada | Division One        | Division Two    |
| --------- | ------------------- | --------------- |
| 1899-1900 | Tottenham Hotspur   | Watford         |
| 1900-01   | Southampton         | Brentford       |
| 1901-02   | Portsmouth          | Fulham          |
| 1902-03   | Southampton         | Fulham          |
| 1903-04   | Southampton         | Watford         |
| 1904-05   | Bristol Rovers      | Fulham Reserves |
| 1905-06   | Fulham              | Crystal Palace  |
| 1906-07   | Fulham              | Southend United |
| 1907-08   | Queens Park Rangers | Southend United |
| 1908-09   | Northampton Town    | Croydon Common  |

Para la Temporada 1909–10, Division Two fue ampliado en dos Secciones 'A' y 'B', cuyos ganadores de cada Sección juegan un play-off para definir el Campeón de Division Two.
| Temporada | Division One           | Division Two (A) | Division Two (B)              | Division Two Playoff |
| --------- | ---------------------- | ---------------- | ----------------------------- | -------------------- |
| 1909-10   | Brighton & Hove Albion | Stoke            | Hastings & St Leonards United | Stoke ganó 6–0       |

Para la Temporada 1910–11, la Liga Revertía a su formato Previo.
| Temporada | Division One        | Division Two   |
| --------- | ------------------- | -------------- |
| 1910-11   | Swindon Town        | Reading        |
| 1911-12   | Queens Park Rangers | Merthyr Town   |
| 1912-13   | Plymouth Argyle     | Cardiff City   |
| 1913-14   | Swindon Town        | Croydon Common |
| 1914-15   | Watford             | Stoke          |
| 1919-20   | Portsmouth          | Mid Rhondda    |

Al Finalizar la Temporada 1919–20, los Clubes de Division One son Movidos dentro de la Third Division de la Football League. La Southern League por lo tanto fue ampliado a 2 secciones: la England Section y Welsh Section, los ganadores  de cada sección juegan un playoff para definir el Campeón de Southern League.
| Temporada | English Section                 | Welsh Section | Campeonato Playoff |
| --------- | ------------------------------- | ------------- | ------------------ |
| 1920-21   | Brighton & Hove Albion Reserves | Barry         | Brighton ganó 2–1  |
| 1921-22   | Plymouth Argyle Reserves        | Ebbw Vale     | Plymouth ganó 3–0  |
| 1922-23   | Bristol City Reserves           | Ebbw Vale     | Ebbw Vale ganó 2–1 |

Para la Temporada 1923–24, la Liga fue ampliada en dos Secciones Regionales, con los ganadores de cada sección juegan un playoff para definir el Campeón de Southern League.
| Temporada | Eastern Section                 | Western Section          | Campeonato Playoff    |
| --------- | ------------------------------- | ------------------------ | --------------------- |
| 1923-24   | Peterborough & Fletton United   | Yeovil & Petters United  | Peterborough ganó 3–1 |
| 1924-25   | Southampton Reserves            | Swansea Town Reserves    | Southampton ganó 2–1  |
| 1925-26   | Millwall Reserves               | Plymouth Argyle Reserves | Plymouth ganó 1–0     |
| 1926-27   | Brighton & Hove Albion Reserves | Torquay United           | Brighton ganó 4–0     |
| 1927-28   | Kettering Town                  | Bristol City Reserves    | Kettering ganó 5–0    |
| 1928-29   | Kettering Town                  | Plymouth Argyle Reserves | Plymouth ganó 4–2     |
| 1929-30   | Aldershot Town                  | Bath City                | Aldershot ganó 3–2    |
| 1930-31   | Dartford                        | Exeter City Reserves     | Dartford ganó 7–2     |
| 1931-32   | Dartford                        | Yeovil & Petters United  | Dartford ganó 2–1     |
| 1932-33   | Norwich City Reserves           | Bath City                | Norwich ganó 2–1      |

Para la Temporada 1933–34 hay una sección extra, la Central Section fue introducida para proporcionar un Fixture addicional. Los clubes Ganadores de la Central Section no contribuían al Campeonato Playoff de Southern League.
| Temporada | Eastern Section       | Western Section          | Central Section          | Campeonato Playoff |
| --------- | --------------------- | ------------------------ | ------------------------ | ------------------ |
| 1933-34   | Norwich City Reserves | Plymouth Argyle Reserves | Plymouth Argyle Reserves | Plymouth ganó 3–0  |
| 1934-35   | Norwich City Reserves | Yeovil & Petters United  | Folkestone               | Norwich ganó 7–2   |
| 1935-36   | Margate               | Plymouth Argyle Reserves | Margate                  | Margate ganó 3–1   |

Para la Temporada 1936–37, la Eastern Section y Western Section fueron fusionados a una sola división. Los Fixtures Adicionales que fueron a través de la Midweek Section no contribuían al Campeonato Playoff de Southern League.
| Temporada | Southern League         | Midweek Section         |
| --------- | ----------------------- | ----------------------- |
| 1936-37   | Ipswich Town            | Margate                 |
| 1937-38   | Guildford City          | Millwall Reserves       |
| 1938-39   | Colchester United       | Tunbridge Wells Rangers |
| 1939-40   | Oficial pero Incompleto | Segunda Guerra Mundial  |

Para la Temporada 1945–46, la Midweek Section no fue jugado debido a restricciones después de la Segunda Guerra Mundial.
| Temporada | Southern League        |
| --------- | ---------------------- |
| 1945-46   | Chelmsford City        |
| 1946-47   | Gillingham             |
| 1947-48   | Merthyr Tydfil         |
| 1948-49   | Gillingham             |
| 1949-50   | Merthyr Tydfil         |
| 1950-51   | Merthyr Tydfil         |
| 1951-52   | Merthyr Tydfil         |
| 1952-53   | Headington United      |
| 1953-54   | Merthyr Tydfil         |
| 1954-55   | Yeovil Town            |
| 1955-56   | Guildford City         |
| 1956-57   | Kettering Town         |
| 1957-58   | Gravesend & Northfleet |

Para la Temporada 1958–59 la Southern League fue de nuevo dividido en dos secciones: North-Western y South-Eastern. Los ganadores de cada sección juegan un playoff para definir el Campeón de Southern League.
| Temporada | North-Western Section | South-Eastern Section | Campeonato Playoff |
| --------- | --------------------- | --------------------- | ------------------ |
| 1958-59   | Hereford United       | Bedford Town          | Bedford ganó 2–1   |

La siguiente Temporada las Dos secciones se Fusionan para formar la Premier Division, y una nueva Division One fue introducido.
| Temporada | Premier Division | Division One    |
| --------- | ---------------- | --------------- |
| 1959-60   | Bath City        | Clacton Town    |
| 1960-61   | Oxford United    | Kettering Town  |
| 1961-62   | Oxford United    | Wisbech Town    |
| 1962-63   | Cambridge City   | Margate         |
| 1963-64   | Yeovil Town      | Folkestone Town |
| 1964-65   | Weymouth         | Hereford United |
| 1965-66   | Weymouth         | Barnet          |
| 1966-67   | Romford          | Dover           |
| 1967-68   | Chelmsford City  | Worcester City  |
| 1968-69   | Cambridge United | Brentwood Town  |
| 1969-70   | Cambridge United | Bedford Town    |
| 1970-71   | Yeovil Town      | Guildford City  |

Para la Temporada 1971–72 la Division One fue regionalizada.
| Temporada | Premier Division | Division One North | Division One South     |
| --------- | ---------------- | ------------------ | ---------------------- |
| 1971–72   | Chelmsford City  | Kettering Town     | Waterlooville          |
| 1972–73   | Kettering Town   | Grantham           | Maidstone United       |
| 1973–74   | Dartford         | Stourbridge        | Wealdstone             |
| 1974–75   | Wimbledon        | Bedford Town       | Gravesend & Northfleet |
| 1975–76   | Wimbledon        | Redditch United    | Minehead               |
| 1976–77   | Wimbledon        | Worcester City     | Barnet                 |
| 1977–78   | Bath City        | Witney Town        | Margate                |
| 1978–79   | Worcester City   | Grantham           | Dover                  |

Para la Temporada 1979–80, 13 clubes de Premier Division se unieron a la Nueva Division Superior la  Alliance Premier League. por lo que la Premier Division y Division One fueron fusionados, y así dos divisiones regionales se formaron.
| Temporada | Midland Division | Southern Division |
| --------- | ---------------- | ----------------- |
| 1979–80   | Bridgend Town    | Dorchester Town   |
| 1980–81   | Alvechurch       | Dartford          |
| 1981–82   | Nuneaton Borough | Wealdstone        |

Para la Temporada 1982–83, la Premier Division fue reintroducido, por encima de las Divisiones Regionales.
| Temporada | Premier Division    | Midland Division   | Southern Division      |
| --------- | ------------------- | ------------------ | ---------------------- |
| 1982–83   | AP Leamington       | Cheltenham Town    | Fisher Athletic        |
| 1983–84   | Dartford            | Willenhall Town    | Road-Sea Southampton   |
| 1984–85   | Cheltenham Town     | Dudley Town        | Basingstoke Town       |
| 1985–86   | Welling United      | Bromsgrove Rovers  | Cambridge City         |
| 1986–87   | Fisher Athletic     | VS Rugby           | Dorchester Town        |
| 1987–88   | Aylesbury United    | Merthyr Tydfil     | Dover Athletic         |
| 1988–89   | Merthyr Tydfil      | Gloucester City    | Chelmsford City        |
| 1989–90   | Dover Athletic      | Halesowen Town     | Bashley                |
| 1990–91   | Farnborough Town    | Stourbridge        | Buckingham Town        |
| 1991–92   | Bromsgrove Rovers   | Solihull Borough   | Hastings Town          |
| 1992–93   | Dover Athletic      | Nuneaton Borough   | Sittingbourne          |
| 1993–94   | Farnborough Town    | Rushden & Diamonds | Gravesend & Northfleet |
| 1994–95   | Hednesford Town     | Newport County     | Salisbury City         |
| 1995–96   | Rushden & Diamonds  | Nuneaton Borough   | Sittingbourne          |
| 1996–97   | Gresley Rovers      | Tamworth           | Forest Green Rovers    |
| 1997–98   | Forest Green Rovers | Grantham Town      | Weymouth               |
| 1998–99   | Nuneaton Borough    | Clevedon Town      | Havant & Waterlooville |

Para la Temporada 1999–2000, las divisiones regionales fueron renombradas como Eastern Division y Western Division.
| Temporada | Premier Division | Eastern Division | Western Division    |
| --------- | ---------------- | ---------------- | ------------------- |
| 1999–2000 | Boston United    | Fisher Athletic  | Stafford Rangers    |
| 2000–01   | Margate          | Newport IOW      | Hinckley United     |
| 2001–02   | Kettering Town   | Hastings Town    | Halesowen Town      |
| 2002–03   | Tamworth         | Dorchester Town  | Merthyr Tydfil      |
| 2003–04   | Crawley Town     | King's Lynn      | Redditch United     |
| 2004–05   | Histon           | Fisher Athletic  | Mangotsfield United |
| 2005–06   | Salisbury City   | Boreham Wood     | Clevedon Town       |

Para la Temporada 2006–07, las dos divisiones regionales fueron renombradas como Division One Midlands y Division One South & West.
| Temporada | Premier Division | Division One Midlands | Division One South & West |
| --------- | ---------------- | --------------------- | ------------------------- |
| 2006–07   | Bath City        | Brackley Town         | Bashley                   |
| 2007–08   | King's Lynn      | Evesham United        | Farnborough               |
| 2008–09   | Corby Town       | Leamington            | Truro City                |

Para la Temporada 2009–10, la Division One Midlands fue renombrada como Division One Central.
| Temporada | Premier Division     | Division One Central | Division One South & West |
| --------- | -------------------- | -------------------- | ------------------------- |
| 2009–10   | Farnborough          | Bury Town            | Windsor & Eton            |
| 2010–11   | Truro City           | Arlesey Town         | AFC Totton                |
| 2011–12   | Brackley Town        | St Neots Town        | Bideford                  |
| 2012–13   | Leamington           | Burnham              | Poole Town                |
| 2013–14   | Hemel Hempstead Town | Dunstable Town       | Cirencester Town          |
| 2014–15   | Corby Town           | Kettering Town       | Merthyr Town              |
| 2015–16   | Poole Town           | Kings Langley        | Cinderford Town           |
| 2016–17   | Chippenham Town      | Royston Town         | Hereford                  |

Para la Temporada 2017–18, la Central Division y South & West Division fueron renombrados como East Division y West Division respectivamente
| Temporada | Premier Division | East Division     | West Division |
| --------- | ---------------- | ----------------- | ------------- |
| 2017–18   | Hereford         | Beaconsfield Town | Taunton Town  |

Para la Siguiente Temporada, la Premier Division fue regionalizada, como la Premier Division South, y Premier Division Central fueron agregados. La East Division y West Division fueron realineados como Division One Central y Division One South.
| Temporada | Premier Division Central | Premier Division South | Division One Central | Division One South   |
| --------- | ------------------------ | ---------------------- | -------------------- | -------------------- |
| 2018–19   | Kettering Town           | Weymouth               | Peterborough Sports  | Blackfield & Langley |
| 2019–201  | Tamworth                 | Truro City             | Berkhamsted          | Thatcham Town        |
| 2020–212  | Coalville Town           | Poole Town             | Corby Town           | Cirencester Town     |
| 2021–22   | Banbury United           | Taunton Town           | Bedford Town         | Plymouth Parkway     |

1 La temporada 2019-20 fue terminado el 26 de marzo de 2020 debido a la Pandemia de COVID-19; los equipos enlistados aquí que estaban en el primer puesto de la clasificación en el momento de la rescisión, no fueron reconocidos como campeones.
2 La temporada 2020-21 fue terminado el 24 de febrero de 2021 debido a la Pandemia de COVID-19; los equipos enlistados aquí que estaban en el primer puesto de la clasificación en el momento de la rescisión, no fueron reconocidos como campeones.

## League Cup Campeones
| Temporada | Campeón                       | Resultado        | Subcampeón                |
| --------- | ----------------------------- | ---------------- | ------------------------- |
| 1932–33   | Plymouth Argyle Reserves (WD) |                  |                           |
| 1933–34   | Plymouth Argyle Reserves (WD) |                  |                           |
| 1934–35   | Folkestone (ED)               |                  |                           |
| 1935–36   | Plymouth Argyle Reserves (WD) |                  |                           |
| 1936–37   | Newport County Reserves (SL)  |                  |                           |
| 1937–38   | Colchester United (SL)        |                  |                           |
| 1938–39   | No Completado                 | No Completado    | No Completado             |
| 1939–40   | Worcester City (WS)           |                  |                           |
| 1945–46   | Chelmsford City (SL)          |                  |                           |
| 1946–47   | Gillingham (SL)               |                  |                           |
| 1947–48   | Merthyr Tydfil (SL)           |                  |                           |
| 1948–49   | Yeovil Town SL)               |                  |                           |
| 1949–50   | Colchester United (SL)        |                  |                           |
| 1950–51   | Merthyr Tydfil (SL)           |                  |                           |
| 1951–52   | Hereford United (SL)          |                  |                           |
| 1952–53   | Headington United (SL)        |                  |                           |
| 1953–54   | Headington United (SL)        |                  |                           |
| 1954–55   | Yeovil Town (SL)              |                  |                           |
| 1955–56   | Gloucester City (SL)          |                  |                           |
| 1956–57   | Hereford United (SL)          |                  |                           |
| 1957–58   | Cheltenham Town (SL)          |                  |                           |
| 1958–59   | Hereford United (NW-D)        |                  |                           |
| 1959–60   | Chelmsford City (PD)          |                  |                           |
| 1960–61   | Yeovil Town (PD)              |                  |                           |
| 1961–62   | Cambridge United (PD)         |                  |                           |
| 1962–63   | Guildford City (PD)           |                  |                           |
| 1963–64   | Burton Albion (D1)            |                  |                           |
| 1964–65   | Cambridge United (PD)         |                  |                           |
| 1965–66   | Yeovil Town (PD)              |                  |                           |
| 1966–67   | Guildford City (PD)           |                  |                           |
| 1967–68   | Margate (PD)                  |                  |                           |
| 1968–69   | Cambridge United (PD)         |                  |                           |
| 1969–70   | Wimbledon (PD)                |                  |                           |
| 1970–71   | Telford United (PD)           |                  |                           |
| 1971–72   | Barnet (PD)                   |                  |                           |
| 1972–73   | Weymouth (PD)                 |                  |                           |
| 1973–74   | AP Leamington (D1N)           |                  |                           |
| 1974–75   | Kettering Town (PD)           |                  |                           |
| 1975–76   | Wimbledon (PD)                |                  |                           |
| 1976–77   | Dartford (PD)                 |                  |                           |
| 1977–78   | Gravesend & Northfleet (PD)   |                  |                           |
| 1978–79   | Bath City (PD)                |                  |                           |
| 1979–80   | Kidderminster Harriers (MD)   |                  |                           |
| 1980–81   | Bedford Town (MD)             |                  |                           |
| 1981–82   | Wealdstone (MD)               |                  |                           |
| 1982–83   | Alvechurch (PD)               |                  |                           |
| 1983–84   | AP Leamington (PD)            |                  |                           |
| 1984–85   | Fisher Athletic (PD)          |                  |                           |
| 1985–86   | Bromsgrove Rovers (MD)        |                  |                           |
| 1986–87   | Waterlooville (SD)            |                  |                           |
| 1987–88   | Dartford (PD)                 |                  |                           |
| 1988–89   | Dartford (PD)                 |                  |                           |
| 1989–90   | VS Rugby (PD)                 |                  |                           |
| 1990–91   | Chelmsford City (PD)          |                  |                           |
| 1992–93   | Stourbridge (MD)              |                  |                           |
| 1993–94   | Sudbury Town (SD)             |                  |                           |
| 1994–95   | Hastings United (PD)          |                  |                           |
| 1995–96   | Nuneaton Borough (MD)         |                  |                           |
| 1996–97   | Burton Albion (PD)            |                  |                           |
| 1997–98   | Margate (SD)                  |                  |                           |
| 1998–99   | Sutton Coldfield Town (PD)    | 2-1 agreg.       | Cambridge City (PD)       |
| 1999–00   | Burton Albion (PD)            |                  |                           |
| 2000–01   | Worcester City (PD)           |                  |                           |
| 2001–02   | Dorchester Town (ED)          |                  |                           |
| 2002–03   | Crawley Town (PD)             |                  |                           |
| 2003–04   | Crawley Town (PD)             |                  |                           |
| 2004–05   | King's Lynn (PD)              |                  |                           |
| 2005–06   | Hitchin Town (PD)             |                  |                           |
| 2006–07   | Tiverton Town (PD)            | 1-0, 2-2         | Hemel Hempstead Town (PD) |
| 2007–08   | Hillingdon Borough (PD)       | 1-1, 3-0         | Clevedon Town (SW)        |
| 2008–09   | Atherstone Town (MD)          | 2-1, 3-1         | Bridgwater Town (SW)      |
| 2009–10   | Cambridge City (PD)           | 1-0, 0-1 (4-2 p) | VT (SW)                   |
| 2010–11   | Hednesford Town (PD)          | 2-1, 3-0         | Hemel Hempstead Town (PD) |
| 2011–12   | Clevedon Town (SW)            | 0-0, 2-1         | Banbury United (PD)       |
| 2012–13   | Arlesey Town (PD)             | 1-0, 1-1         | Frome Town (PD)           |
| 2013–14   | St Neots Town (PD)            | 0-0, 1-0         | Tiverton Town (SW)        |
| 2014–15   | Poole Town (PD)               | 1-1, 0-0         | Corby Town (PD)           |
| 2015–16   | Merthyr Town (PD)             | 5-1, 2-0         | Cambridge City (PD)       |
| 2016–17   | Hayes & Yeading United (PD)   | 1-1 (4-2 p)      | St Ives Town (PD)         |
| 2017–18   | Hitchin Town (PD)             | 1-0              | Didcot Town (DOW)         |
| 2018–19   | Stratford Town (PDC)          | 1-0              | Cinderford Town (DOS)     |
| 2019–20   | Sin Ganador                   | Sin Ganador      | Sin Ganador               |
| 2020–21   | Sin Ganador                   | Sin Ganador      | Sin Ganador               |
| 2021–22   | Royston Town (PDC)            | 2–0, 5-0         | Taunton Town (PDS)        |

Ganadores hasta 1993 source:

## Equipos 2021-22

### Premier Division Central

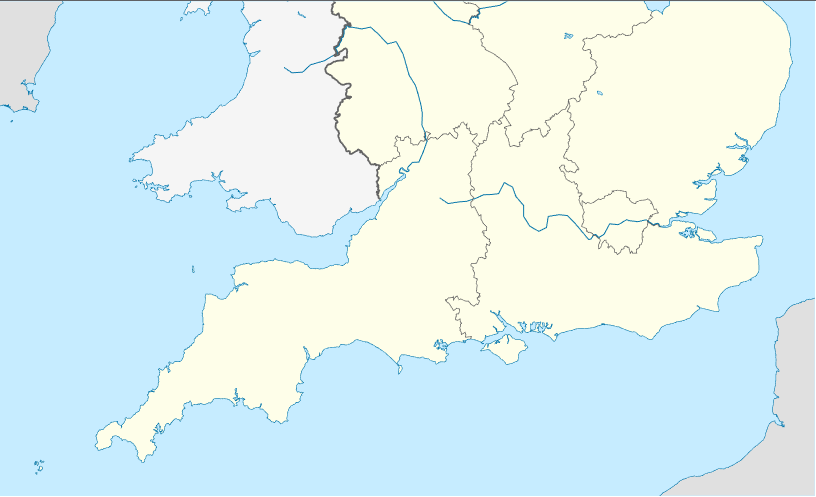
Mapa de Equipos de Southern Football League Premier Division Central

| Club                   | Localización        | Estadio                      |
| ---------------------- | ------------------- | ---------------------------- |
| AFC Rushden & Diamonds | Rushden             | Hayden Road                  |
| Alvechurch             | Alvechurch          | Lye Meadow                   |
| Banbury United         | Banbury             | Spencer Stadium              |
| Barwell                | Barwell             | Kirkby Road                  |
| Biggleswade Town       | Biggleswade         | Langford Road                |
| Bromsgrove Sporting    | Bromsgrove          | Victoria Ground              |
| Coalville Town         | Coalville           | Owen Street Sports Ground    |
| Hednesford Town        | Hednesford          | Keys Park                    |
| Hitchin Town           | Hitchin             | Top Field                    |
| Leiston                | Leiston             | Victory Road                 |
| Lowestoft Town         | Lowestoft           | Crown Meadow                 |
| Needham Market         | Needham Market      | Bloomfields                  |
| Nuneaton Borough       | Nuneaton            | Liberty Way                  |
| Peterborough Sports    | Peterborough        | Lincoln Road                 |
| Redditch United        | Redditch            | The Valley                   |
| Royston Town           | Royston             | Garden Walk                  |
| Rushall Olympic        | Walsall (Rushall)   | Dales Lane                   |
| St Ives Town           | St Ives             | Westwood Road                |
| Stourbridge            | Stourbridge         | War Memorial Athletic Ground |
| Stratford Town         | Stratford-upon-Avon | Knights Lane                 |
| Tamworth               | Tamworth            | The Lamb Ground              |

### Premier Division South
| Club                   | Localización            | Estadio                     |
| ---------------------- | ----------------------- | --------------------------- |
| Beaconsfield Town      | Beaconsfield            | Holloways Park              |
| Chesham United         | Chesham                 | The Meadow                  |
| Dorchester Town        | Dorchester              | The Avenue Stadium          |
| Farnborough            | Farnborough             | Cherrywood Road             |
| Gosport Borough        | Gosport                 | Privett Park                |
| Harrow Borough         | Harrow                  | Earlsmead Stadium           |
| Hartley Wintney        | Hartley Wintney         | The Memorial Playing Fields |
| Hayes & Yeading United | Hayes, Hillingdon       | SkyEx Community Stadium     |
| Hendon                 | Hendon                  | Silver Jubilee Park         |
| Kings Langley          | Kings Langley           | Sadiku Stadium              |
| Merthyr Town           | Merthyr Tydfil          | Penydarren Park             |
| Metropolitan Police    | East Molesey            | Imber Court                 |
| Poole Town             | Poole                   | Tatnam Ground               |
| Salisbury              | Salisbury               | Raymond McEnhill Stadium    |
| Swindon Supermarine    | Swindon (South Marston) | Hunts Copse Ground          |
| Taunton Town           | Taunton                 | Wordsworth Drive            |
| Tiverton Town          | Tiverton                | Ladysmead                   |
| Truro City             | Truro                   | Treyew Road                 |
| Walton Casuals         | Walton-on-Thames        | Elmbridge Sports Hub        |
| Weston-super-Mare      | Weston-super-Mare       | Woodspring Stadium          |
| Wimborne Town          | Wimborne Minster        | The Cuthbury                |
| Yate Town              | Yate                    | Lodge Road                  |

### Division One Central
| Club               | Localización       | Estadio                                      |
| ------------------ | ------------------ | -------------------------------------------- |
| AFC Dunstable      | Dunstable          | Creasey Park                                 |
| Aylesbury United   | Aylesbury          | The Meadow (groundshare with Chesham United) |
| Barton Rovers      | Barton-le-Clay     | Sharpenhoe Road                              |
| Bedford Town       | Bedford            | The Eyrie                                    |
| Berkhamsted        | Berkhamsted        | Broadwater                                   |
| Biggleswade        | Biggleswade        | The Eyrie (groundshare with Bedford Town)    |
| Colney Heath       | Colney Heath       | Recreation Ground                            |
| Didcot Town        | Didcot             | Loop Meadow                                  |
| FC Romania         | Cheshunt           | Cheshunt Stadium (groundshare with Cheshunt) |
| Harlow Town        | Harlow             | The Harlow Arena                             |
| Hertford Town      | Hertford           | Hertingfordbury Park                         |
| Kempston Rovers    | Kempston           | Hillgrounds Leisure                          |
| Kidlington         | Kidlington         | Yarnton Road                                 |
| North Leigh        | North Leigh        | Eynsham Hall Park Sports Ground              |
| St Neots Town      | St Neots           | New Rowley Park                              |
| Thame United       | Thame              | Meadow View Park                             |
| Waltham Abbey      | Waltham Abbey      | Capershotts                                  |
| Wantage Town       | Wantage            | Alfredian Park                               |
| Ware               | Ware               | Wodson Park                                  |
| Welwyn Garden City | Welwyn Garden City | Herns Way                                    |

### Division One South
| Club                | Localización        | Estadio                    |
| ------------------- | ------------------- | -------------------------- |
| AFC Totton          | Totton              | Testwood Stadium           |
| Barnstaple Town     | Barnstaple          | Mill Road                  |
| Bideford            | Bideford            | The Sports Ground          |
| Bristol Manor Farm  | Bristol (Sea Mills) | The Creek                  |
| Cinderford Town     | Cinderford          | Causeway Ground            |
| Cirencester Town    | Cirencester         | Corinium Stadium           |
| Evesham United      | Evesham             | Jubilee Stadium            |
| Frome Town          | Frome               | Badgers Hill               |
| Highworth Town      | Highworth           | The Elms Recreation Ground |
| Larkhall Athletic   | Bath (Larkhall)     | The Plain Ham Ground       |
| Lymington Town      | Lymington           | The Sports Ground          |
| Mangotsfield United | Mangotsfield        | Cossham Street             |
| Melksham Town       | Melksham            | Oakfield Stadium           |
| Paulton Rovers      | Paulton             | Athletic Field             |
| Plymouth Parkway    | Plymouth            | Bolitho Park               |
| Sholing             | Sholing             | Portsmouth Road            |
| Slimbridge          | Slimbridge          | Thornhill Park             |
| Willand Rovers      | Willand             | Silver Street              |
| Winchester City     | Winchester          | The City Ground            |

## Clasificación

### Premier Division Central
| Pos. | Equipos                    | PJ | G  | E  | P  | GF | GC | Dif. | Pts. |
| ---- | -------------------------- | -- | -- | -- | -- | -- | -- | ---- | ---- |
| 1.   | Banbury United (C, P)      | 40 | 32 | 6  | 2  | 92 | 32 | +60  | 102  |
| 2.   | Peterborough Sports (O, P) | 40 | 24 | 7  | 9  | 94 | 46 | +48  | 79   |
| 3.   | Coalville Town (P)         | 40 | 23 | 9  | 8  | 86 | 47 | +39  | 78   |
| 4.   | Rushall Olympic (P)        | 40 | 20 | 9  | 11 | 80 | 54 | +26  | 69   |
| 5.   | Alvechurch (P)             | 40 | 18 | 11 | 11 | 57 | 41 | +16  | 65   |
| 6.   | AFC Rushden & Diamonds     | 40 | 19 | 8  | 13 | 57 | 49 | +8   | 65   |
| 7.   | Leiston                    | 40 | 18 | 6  | 16 | 59 | 65 | -6   | 60   |
| 8.   | Royston Town               | 40 | 17 | 8  | 15 | 65 | 51 | +14  | 59   |
| 9.   | Hednesford Town            | 40 | 14 | 12 | 14 | 66 | 64 | +2   | 54   |
| 10.  | Tamworth                   | 40 | 14 | 12 | 14 | 58 | 58 | 0    | 54   |
| 11.  | Stourbridge                | 40 | 15 | 8  | 17 | 61 | 71 | -10  | 53   |
| 12.  | Needham Market             | 40 | 12 | 13 | 15 | 66 | 69 | -3   | 49   |
| 13.  | Stratford Town             | 40 | 13 | 8  | 19 | 48 | 70 | -22  | 47   |
| 14.  | St Ives Town               | 40 | 13 | 8  | 19 | 57 | 90 | -33  | 47   |
| 15.  | Redditch United            | 40 | 11 | 12 | 17 | 38 | 50 | -12  | 45   |
| 16.  | Nuneaton Borough           | 40 | 11 | 10 | 19 | 51 | 62 | -11  | 42   |
| 17.  | Hitchin Town               | 40 | 11 | 9  | 20 | 47 | 58 | -11  | 42   |
| 18.  | Bromsgrove Sporting        | 40 | 10 | 12 | 18 | 36 | 59 | -23  | 42   |
| 19.  | Barwell                    | 40 | 10 | 11 | 19 | 57 | 78 | -21  | 41   |
| 20.  | Biggleswade Town (D)       | 40 | 7  | 13 | 20 | 47 | 64 | -17  | 34   |
| 21.  | Lowestoft Town (D)         | 40 | 9  | 6  | 25 | 49 | 93 | -44  | 33   |

#### Play-offs
|  | Semi-finals | Semi-finals         | Semi-finals |                |   | Final               | Final | Final |  |
|  |             |                     |             |                |   |                     |       |       |  |
|  |             |                     |             |                |   |                     |       |       |  |
|  | 2           | Peterborough Sports | 2           |                |   |                     |       |       |  |
|  | 2           | Peterborough Sports | 2           |                |   |                     |       |       |  |
|  | 5           | Alvechurch          | 1           |                |   |                     |       |       |  |
|  | 5           | Alvechurch          | 1           |                | 2 | Peterborough Sports | 2     |       |  |
|  |             |                     |             |                | 2 | Peterborough Sports | 2     |       |  |
|  |             |                     | 3           | Coalville Town | 0 |                     |       |       |  |
|  | 3           | Coalville Town      | 3           | Coalville Town | 0 | 3                   |       |       |  |
|  | 3           | Coalville Town      |             |                |   | 3                   |       |       |  |
|  | 4           | Rushall Olympic     | 0           |                |   |                     |       |       |  |
|  | 4           | Rushall Olympic     | 0           |                |   |                     |       |       |  |
|  |             |                     |             |                |   |                     |       |       |  |

### Premier Division South
| Pos. | Equipos                    | PJ | G  | E  | P  | GF  | GC  | Dif. | Pts. |
| ---- | -------------------------- | -- | -- | -- | -- | --- | --- | ---- | ---- |
| 1.   | Taunton Town (C, P)        | 42 | 28 | 7  | 7  | 83  | 42  | +41  | 91   |
| 2.   | Hayes & Yeading United (P) | 42 | 26 | 8  | 8  | 100 | 39  | +61  | 86   |
| 3.   | Farnborough (O, P)         | 42 | 26 | 7  | 9  | 73  | 44  | +29  | 85   |
| 4.   | Metropolitan Police (P)    | 42 | 24 | 9  | 9  | 72  | 46  | +26  | 81   |
| 5.   | Weston-super-Mare (P)      | 42 | 23 | 9  | 10 | 72  | 41  | +31  | 78   |
| 6.   | Chesham United             | 42 | 22 | 11 | 9  | 80  | 50  | +30  | 77   |
| 7.   | Yate Town                  | 42 | 21 | 9  | 12 | 66  | 48  | +18  | 72   |
| 8.   | Truro City                 | 42 | 20 | 10 | 12 | 62  | 54  | +8   | 70   |
| 9.   | Gosport Borough            | 42 | 19 | 9  | 14 | 65  | 56  | +9   | 66   |
| 10.  | Poole Town                 | 42 | 19 | 7  | 16 | 74  | 69  | +5   | 64   |
| 11.  | Walton Casuals             | 42 | 16 | 10 | 16 | 53  | 61  | -8   | 58   |
| 12.  | Swindon Supermarine        | 42 | 16 | 9  | 17 | 63  | 63  | 0    | 57   |
| 13.  | Tiverton Town              | 42 | 15 | 8  | 19 | 61  | 63  | -2   | 53   |
| 14.  | Harrow Borough             | 42 | 15 | 7  | 20 | 62  | 77  | -15  | 52   |
| 15.  | Salisbury                  | 42 | 13 | 9  | 20 | 49  | 75  | -26  | 48   |
| 16.  | Hendon                     | 42 | 14 | 5  | 23 | 58  | 70  | -12  | 47   |
| 17.  | Beaconsfield Town          | 42 | 13 | 7  | 22 | 70  | 92  | -22  | 46   |
| 18.  | Hartley Wintney            | 42 | 13 | 5  | 24 | 56  | 75  | -19  | 44   |
| 19.  | Dorchester Town            | 42 | 12 | 5  | 25 | 41  | 58  | -17  | 41   |
| 20.  | Kings Langley (T)          | 42 | 9  | 10 | 23 | 49  | 68  | -19  | 37   |
| 21.  | Merthyr Town (D)           | 42 | 6  | 8  | 28 | 47  | 94  | -47  | 26   |
| 22.  | Wimborne Town (D)          | 42 | 4  | 7  | 31 | 35  | 106 | -71  | 19   |

#### Play-offs
|  | Semi-finals | Semi-finals            | Semi-finals |             |   | Final                  | Final | Final |  |
|  |             |                        |             |             |   |                        |       |       |  |
|  |             |                        |             |             |   |                        |       |       |  |
|  | 2           | Hayes & Yeading United | 2           |             |   |                        |       |       |  |
|  | 2           | Hayes & Yeading United | 2           |             |   |                        |       |       |  |
|  | 5           | Weston-super-Mare      | 1           |             |   |                        |       |       |  |
|  | 5           | Weston-super-Mare      | 1           |             | 2 | Hayes & Yeading United | 1     |       |  |
|  |             |                        |             |             | 2 | Hayes & Yeading United | 1     |       |  |
|  |             |                        | 3           | Farnborough | 2 |                        |       |       |  |
|  | 3           | Farnborough            | 3           | Farnborough | 2 | 2                      |       |       |  |
|  | 3           | Farnborough            |             |             |   | 2                      |       |       |  |
|  | 4           | Metropolitan Police    | 1           |             |   |                        |       |       |  |
|  | 4           | Metropolitan Police    | 1           |             |   |                        |       |       |  |
|  |             |                        |             |             |   |                        |       |       |  |

### Division One Central
| Po  | Equipos                | PJ | G  | E  | P  | GF  | GF  | Dif. | Pts. |
| --- | ---------------------- | -- | -- | -- | -- | --- | --- | ---- | ---- |
| 1.  | Bedford Town (C, P)    | 38 | 28 | 7  | 3  | 100 | 28  | +72  | 91   |
| 2.  | Berkhamsted (P)        | 38 | 24 | 9  | 5  | 64  | 29  | +35  | 81   |
| 3.  | AFC Dunstable (P)      | 38 | 21 | 10 | 7  | 64  | 33  | +31  | 73   |
| 4.  | Ware (P)               | 38 | 21 | 8  | 9  | 90  | 47  | +43  | 71   |
| 5.  | Welwyn Garden City (P) | 38 | 21 | 8  | 9  | 80  | 48  | +32  | 71   |
| 6.  | North Leigh            | 38 | 19 | 11 | 8  | 69  | 42  | +27  | 68   |
| 7.  | Harlow Town            | 38 | 17 | 10 | 11 | 71  | 49  | +22  | 61   |
| 8.  | Thame United           | 38 | 16 | 12 | 10 | 64  | 45  | +19  | 60   |
| 9.  | Biggleswade            | 38 | 18 | 6  | 14 | 62  | 56  | +6   | 60   |
| 10. | St Neots Town          | 38 | 14 | 11 | 13 | 57  | 53  | +4   | 53   |
| 11. | Waltham Abbey          | 38 | 15 | 7  | 16 | 64  | 64  | 0    | 52   |
| 12. | FC Romania             | 38 | 15 | 3  | 20 | 71  | 83  | -12  | 48   |
| 13. | Didcot Town            | 38 | 13 | 8  | 17 | 50  | 69  | -19  | 47   |
| 14. | Aylesbury United       | 38 | 12 | 7  | 19 | 64  | 70  | -6   | 43   |
| 15. | Barton Rovers          | 38 | 11 | 8  | 19 | 47  | 63  | -16  | 41   |
| 16. | Hertford Town          | 38 | 10 | 6  | 22 | 58  | 82  | -24  | 36   |
| 17. | Kidlington             | 38 | 8  | 11 | 19 | 47  | 86  | -39  | 35   |
| 18. | Kempston Rovers (PO)   | 38 | 8  | 5  | 25 | 50  | 102 | -52  | 29   |
| 19. | Colney Heath (D)       | 38 | 7  | 2  | 29 | 35  | 92  | -57  | 23   |
| 20. | Wantage Town (D)       | 38 | 5  | 5  | 28 | 37  | 103 | -66  | 20   |

#### Play-offs
|  | Semi-finals | Semi-finals   | Semi-finals |             |   | Final | Final | Final |  |
|  |             |               |             |             |   |       |       |       |  |
|  |             |               |             |             |   |       |       |       |  |
|  | 2           | Berkhamsted   | 1           |             |   |       |       |       |  |
|  | 2           | Berkhamsted   | 1           |             |   |       |       |       |  |
|  | 6           | North Leigh   | 2           |             |   |       |       |       |  |
|  | 6           | North Leigh   | 2           |             | 4 | Ware  | 2     |       |  |
|  |             |               |             |             | 4 | Ware  | 2     |       |  |
|  |             |               | 6           | North Leigh | 4 |       |       |       |  |
|  | 3           | AFC Dunstable | 6           | North Leigh | 4 | 0 (3) |       |       |  |
|  | 3           | AFC Dunstable |             |             |   | 0 (3) |       |       |  |
|  | 4           | Ware          | 0 (4)       |             |   |       |       |       |  |
|  | 4           | Ware          | 0 (4)       |             |   |       |       |       |  |
|  |             |               |             |             |   |       |       |       |  |

### Division One South
| Pos. | Equipos                 | PJ | G  | E  | P  | GF | GC  | Dif. | Pts. |
| ---- | ----------------------- | -- | -- | -- | -- | -- | --- | ---- | ---- |
| 1.   | Plymouth Parkway (C, P) | 36 | 26 | 3  | 7  | 92 | 40  | +52  | 81   |
| 2.   | Frome Town (P)          | 36 | 23 | 9  | 4  | 76 | 30  | +46  | 78   |
| 3.   | Cirencester Town (P)    | 36 | 23 | 8  | 5  | 75 | 29  | +46  | 77   |
| 4.   | Winchester City (O, P)  | 36 | 21 | 8  | 7  | 93 | 47  | +46  | 71   |
| 5.   | Bristol Manor Farm (P)  | 36 | 20 | 9  | 7  | 64 | 41  | +23  | 69   |
| 6.   | AFC Totton              | 36 | 21 | 5  | 10 | 83 | 37  | +46  | 68   |
| 7.   | Sholing                 | 36 | 19 | 6  | 11 | 59 | 36  | +23  | 63   |
| 8.   | Melksham Town           | 36 | 15 | 8  | 13 | 56 | 59  | -3   | 53   |
| 9.   | Paulton Rovers          | 36 | 14 | 7  | 15 | 72 | 61  | +11  | 49   |
| 10.  | Highworth Town          | 36 | 12 | 6  | 18 | 41 | 59  | -18  | 42   |
| 11.  | Larkhall Athletic       | 36 | 9  | 12 | 15 | 43 | 48  | -5   | 39   |
| 12.  | Bideford                | 36 | 11 | 6  | 19 | 36 | 55  | -19  | 39   |
| 13.  | Evesham United          | 36 | 11 | 6  | 19 | 50 | 72  | -22  | 39   |
| 14.  | Slimbridge              | 36 | 11 | 5  | 20 | 52 | 83  | -31  | 38   |
| 15.  | Willand Rovers          | 36 | 10 | 7  | 19 | 54 | 62  | -8   | 37   |
| 16.  | Lymington Town          | 36 | 9  | 9  | 18 | 51 | 90  | -39  | 36   |
| 17.  | Cinderford Town (PO)    | 36 | 8  | 7  | 21 | 54 | 83  | -29  | 31   |
| 18.  | Mangotsfield United (D) | 36 | 7  | 6  | 23 | 42 | 91  | -49  | 27   |
| 19.  | Barnstaple Town (D)     | 36 | 7  | 3  | 26 | 45 | 115 | -70  | 24   |

#### Play-offs
|  | Semi-finals | Semi-finals        | Semi-finals |                    |   | Final           | Final | Final |  |
|  |             |                    |             |                    |   |                 |       |       |  |
|  |             |                    |             |                    |   |                 |       |       |  |
|  | 2           | Frome Town         | 1           |                    |   |                 |       |       |  |
|  | 2           | Frome Town         | 1           |                    |   |                 |       |       |  |
|  | 5           | Bristol Manor Farm | 3           |                    |   |                 |       |       |  |
|  | 5           | Bristol Manor Farm | 3           |                    | 4 | Winchester City | 4     |       |  |
|  |             |                    |             |                    | 4 | Winchester City | 4     |       |  |
|  |             |                    | 5           | Bristol Manor Farm | 1 |                 |       |       |  |
|  | 3           | Cirencester Town   | 5           | Bristol Manor Farm | 1 | 1               |       |       |  |
|  | 3           | Cirencester Town   |             |                    |   | 1               |       |       |  |
|  | 4           | Winchester City    | 4           |                    |   |                 |       |       |  |
|  | 4           | Winchester City    | 4           |                    |   |                 |       |       |  |
|  |             |                    |             |                    |   |                 |       |       |  |